# Marie-Christine Questerbert
Marie-Christine Questerbert, ponctuellement appelée Christine Hébert, est une actrice et réalisatrice française.

## Biographie
Après des études de philosophie et d'arts plastiques, Marie-Christine Questerbert réalise plusieurs courts métrages et collabore aux Cahiers du cinéma en 1979-1980,.
En 1982, elle est filmée à Berlin-Ouest par Gérard Courant pour son anthologie cinématographique Cinématon.
Actrice dans plusieurs films de Luc Moullet, elle réalise également des courts métrage ainsi qu'un long métrage, La Chambre obscure, interprété notamment par son frère Hugues Quester et présenté en 2000 au festival de Cannes (Quinzaine des réalisateurs).

## Filmographie

### Actrice
- 1972 : Une aventure de Billy le Kid de Luc Moullet
- 1976 : Anatomie d'un rapport de Luc Moullet et Antonietta Pizzorno : la femme (créditée sous le nom de Christine Hébert)
- 1981 : Ma première brasse (court métrage) de Luc Moullet : elle-même
- 1982 : Cinématon #176 de Gérard Courant : elle-même
- 1987 : La Comédie du travail de Luc Moullet
- 1992 : Border Line de Danièle Dubroux : Rachel
- 1993 : L'Anniversaire de Marie-Christine Questerbert, Portrait de groupe #184 de Gérard Courant : elle-même
- 1996 : Le Journal du séducteur de Danièle Dubroux : la professeure d'université
- 1996 : Encore de Pascal Bonitzer : madame Rateau
- 2000 : Marie-Christine Questerbert raconte Luc Moullet, série Carnets filmés de Gérard Courant : elle-même
- 2007 : Le Prestige de la mort de Luc Moullet : la réceptionniste

### Réalisatrice

#### Courts métrages
- 1969 : Buy me, Sell me
- 1972 : Octopus de Natura
- 1973 : L'Interminable Chevauchée
- 1982 : Les Filles héréditaires
- 1983 : Dérapage
- 1986 : Cremonini, images reflets
- 1998 : Femme séduisante et anticonformiste

#### Long métrage
- 2000 : La Chambre obscure

### Scénariste
- 1988 : Una notte, un sogno de Massimo Manuelli

## Publication
- Les Scénaristes italiens : 50 ans d'écriture cinématographique, Hatier, 1988